# ㅃ
ㅃ是朝鲜语谚文中的一个辅音字母，由两个ㅂ复合而成。该字母在韩国被称为쌍비읍，在朝鲜被称为된비읍。
ㅃ作初声时读作清双唇塞音的硬音/ˀp/。作终声时，理论上读作无声除阻的/p ̚/，与ㅂ的终声发音相同；但实际上没有将该字母作为终声的单词。
在馬-賴轉寫中，初声转写为pp，作终声时不表记；在文观部式中，作初声时转写为pp，作终声时不表记。

## 字符编码
| 種類                | 種類         | 用途 | Unicode | HTML     |
| ------------------- | ------------ | ---- | ------- | -------- |
| 諺文相容字母        | 諺文相容字母 | ㅃ   | U+3138  | &#12600; |
| 諺文字母 應用       | 初聲         |      | U+1108  | &#4360;  |
| 諺文字母 應用       | 終聲         |      | U+D7E6  | &#55270; |
| 漢陽私人 使用區應用 | 初聲         |      | U+F7B2  | &#63410; |
| 漢陽私人 使用區應用 | 終聲         |      | U+F8BE  | &#63678; |
| 半形字母            | 半形字母     | ﾳ    | U+FFB3  | &#65459; |